# Asociación de Educadores de Latinoamérica y el Caribe
La Asociación de Educadores de Latinoamérica y el Caribe (AELAC) es una organización no gubernamental para el estudio y solución de los problemas de la educación y la cultura de América Latina.
Fue creada en 1990 por un acuerdo del Congreso Internacional Pedagogía 90. Desde entonces, su sede se encuentra en Cuba. Los países que integran la AELAC son: Argentina, Aruba, Bolivia, Brasil, Colombia, Costa Rica, Cuba, Chile, Ecuador, El Salvador, Guatemala, Honduras, México, Nicaragua, Panamá, Perú, Puerto Rico, República Dominicana, Uruguay y Venezuela. También ha fungido como auspiciadora de los Congresos Internacionales de Pedagogía, en sus ediciones; 1995, 1997, 1999, 2000, 2001, 2003 , 2005 y 2007.
La AELAC ha conferido el título Maestro de América a Paulo Freire (2001, póstumo), Fidel Castro (2001) y Ernesto Guevara (2005, póstumo).

## Fuente
- Elejalde Villalón, Ángel Oscar; Larez Romero, Ronald; Herrera Sánchez, Félix; Benítez de Mendoza, Zoila; Ramírez Santana, Bélgica (Septiembre-Diciembre 2007). «¿Qué es la AELAC?». Revista IPLAC (Instituto Pedagógico Latinoamericano y Caribeño) (3). Archivado desde el original el 9 de marzo de 2014. Consultado el 9 de marzo de 2014.